# Wackelstein
Als Wackel- oder Schaukelsteine (englisch Rocking stones oder Logan stones; französisch Pierres branlantes) werden meist durch Ablagerung oder Verwitterung entstandene Phänomene bei Felsblöcken bezeichnet, die leicht beweglich (metastabil) auf ihrer Unterlage balancieren. Sie bilden sich bevorzugt aus granitischem Aufschlussgestein als Späterscheinung der Wollsackverwitterung, seltener aus horizontal gebankten Sedimentgesteinen.

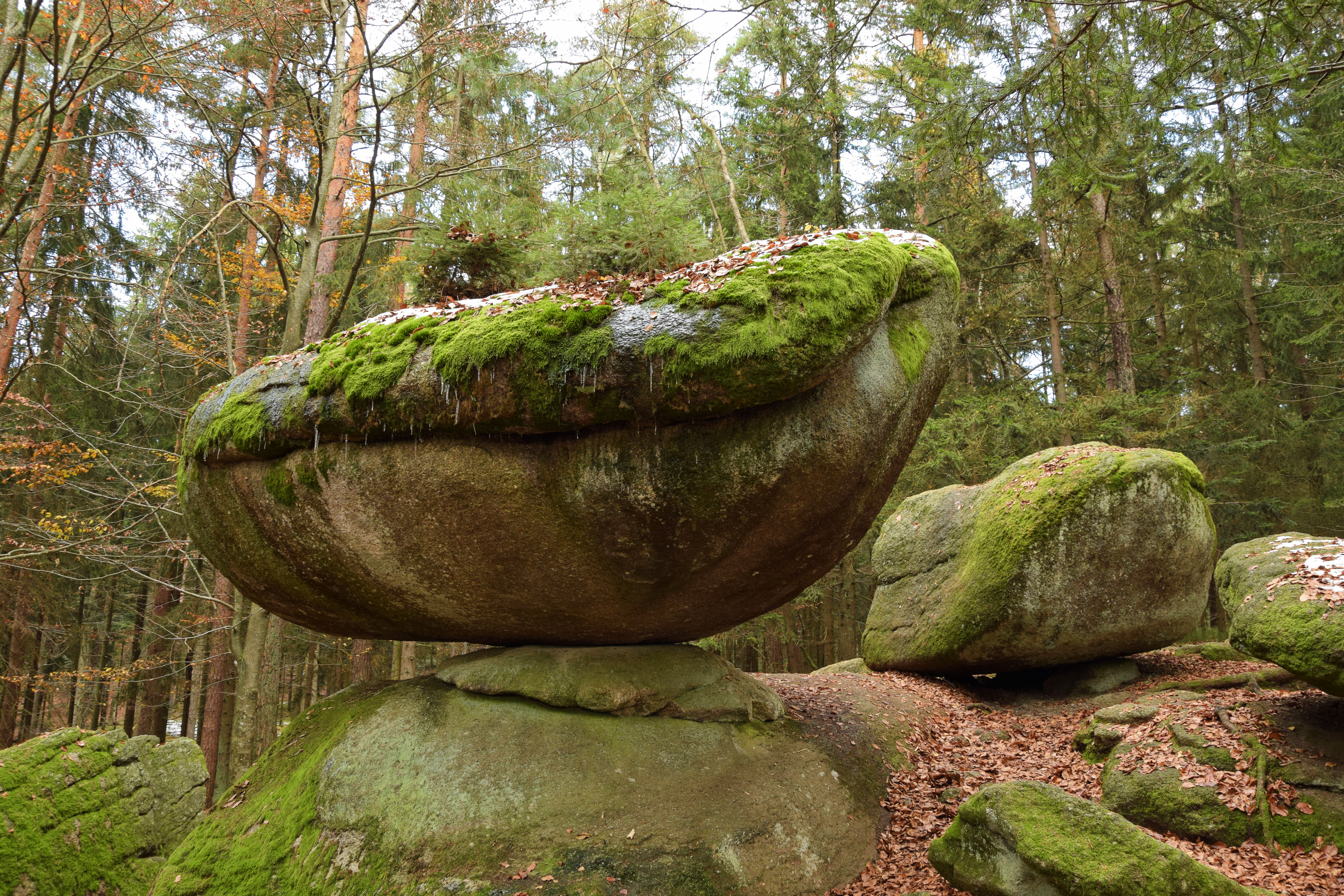
Wackelstein von Loh

Zunächst erweitern die Verwitterungsvorgänge die primär angelegten Kluftsysteme im Gestein, bis der Gesteinskomplex im Lauf der Zeit in Einzelblöcke zerfällt, die dann – immer weiter zerkleinert – nach und nach abgetragen werden. In seltenen Fällen bleiben größere Einzelblöcke in exponierter „wackeliger“ Lage erhalten. Ein dem Wackelstein ähnlicher Formtyp ist der Pilzfelsen.
Die erstaunliche Bewegungsfähigkeit jener im Gleichgewicht gehaltenen, oftmals riesigen Massen führte vielerorts zur Entstehung von Mythen und Sagen, in denen derartige Steine eine wesentliche Rolle beispielsweise als Orakel oder „Spielzeug“ von Riesen einnehmen.
Eine andere Gattung sind durch menschliche Aktivitäten entstandene Wackelsteine. Im Ganløse Eged, einem 167 Hektar großen Wald auf der dänischen Insel Seeland, wurde der Stein eines Langdysse (Dolmen) zum Wackelstein gemacht.

## Bekannte Wackelsteine

Wackelsteine
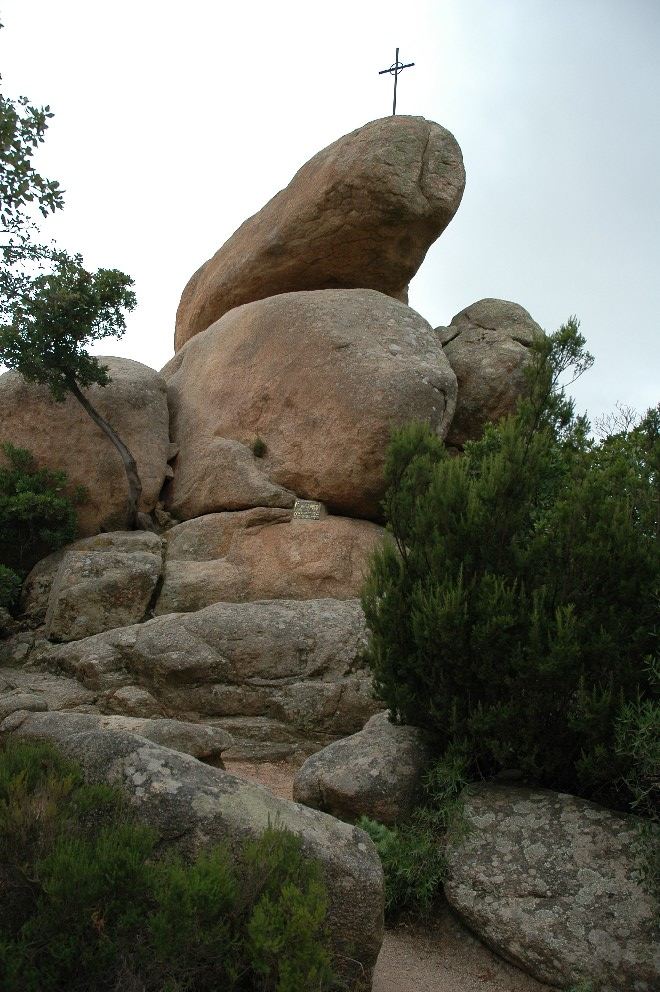
Granit-Wackelstein „Pedralta“ in Sant Feliu de Guíxols, Katalonien
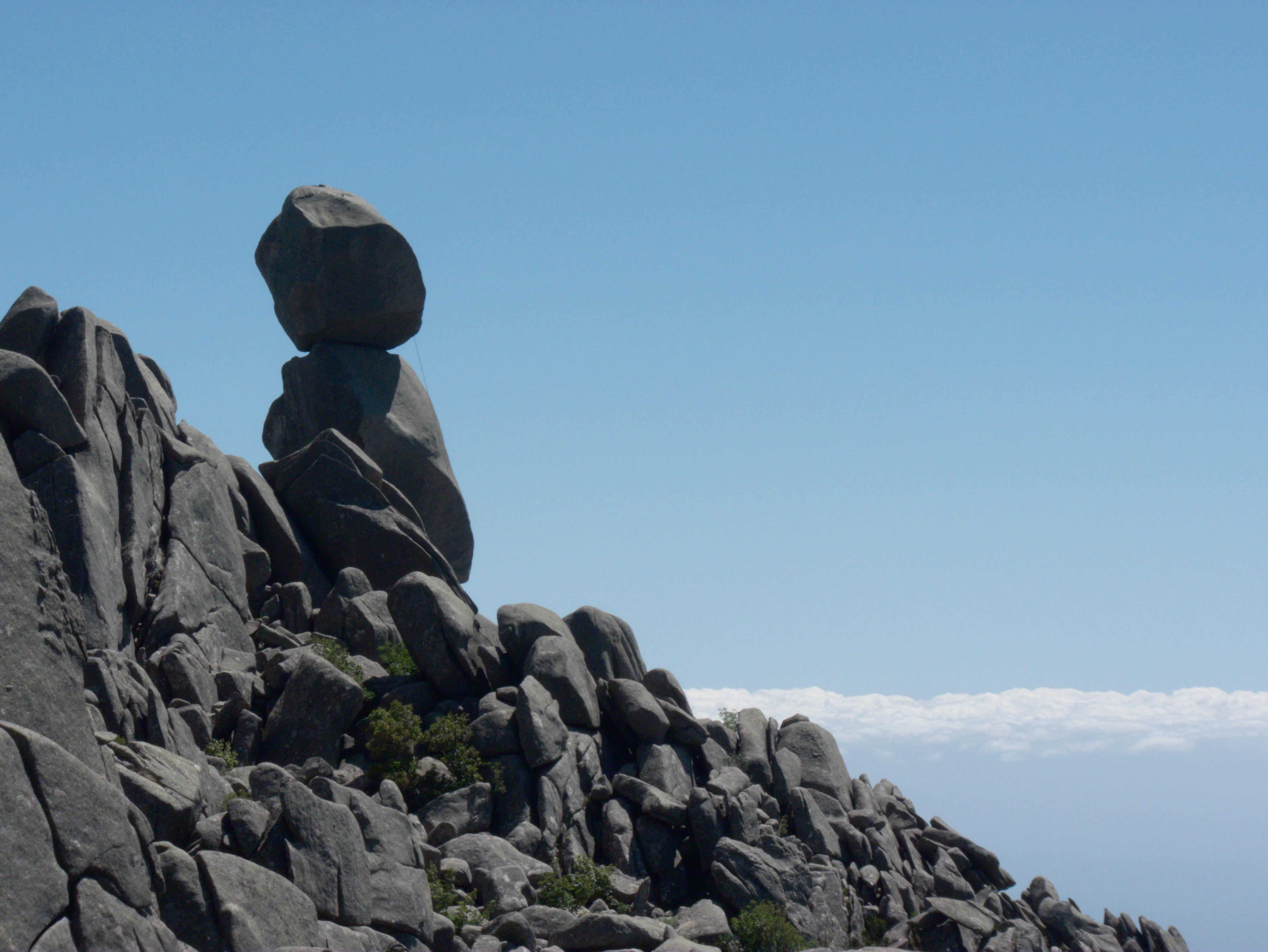
Uomu di Cagna
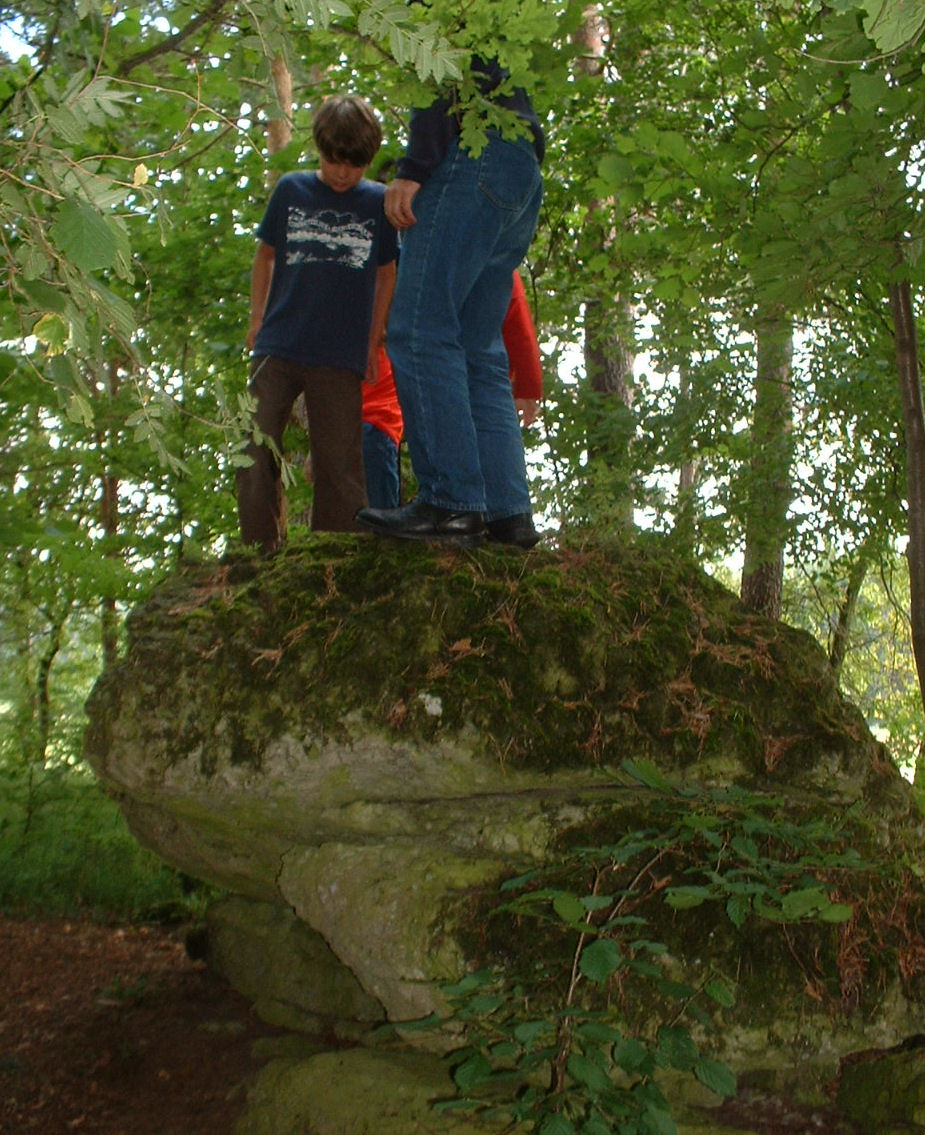
Balancieren auf dem Schaukelstein in Voitmannsdorf
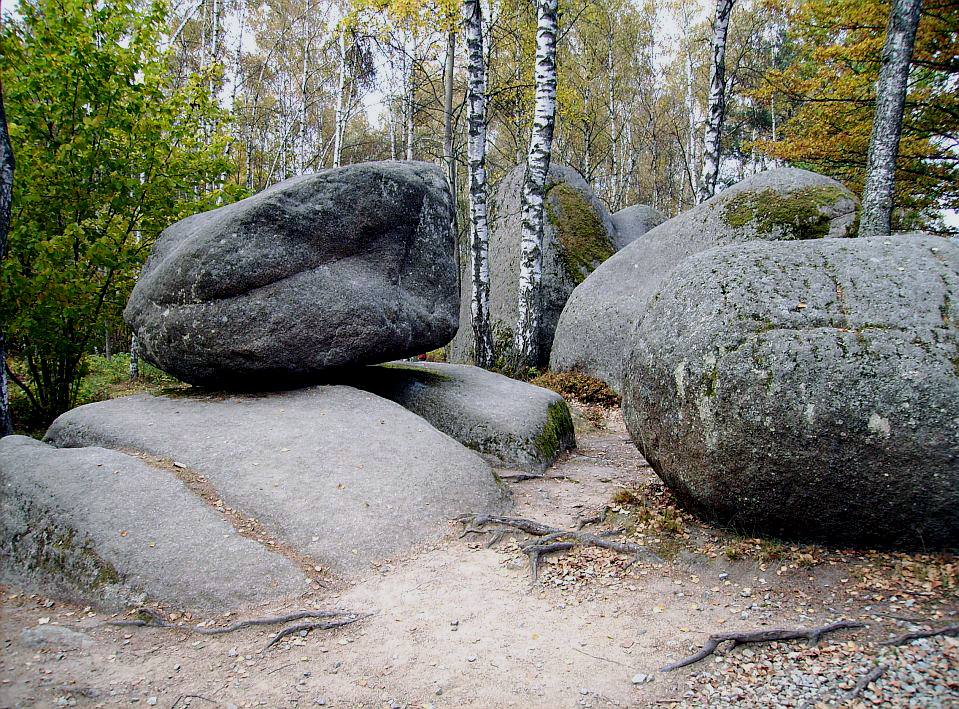
Wackelstein im Naturpark Blockheide-Gmünd in Niederösterreich
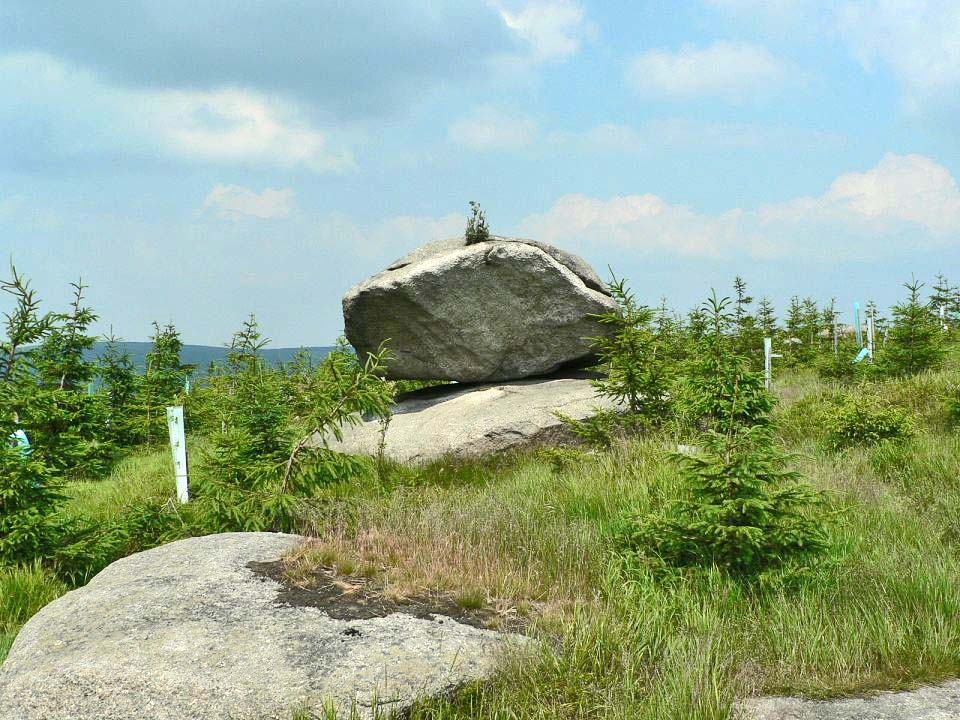
Wackelstein im Isergebirge/Tschechien
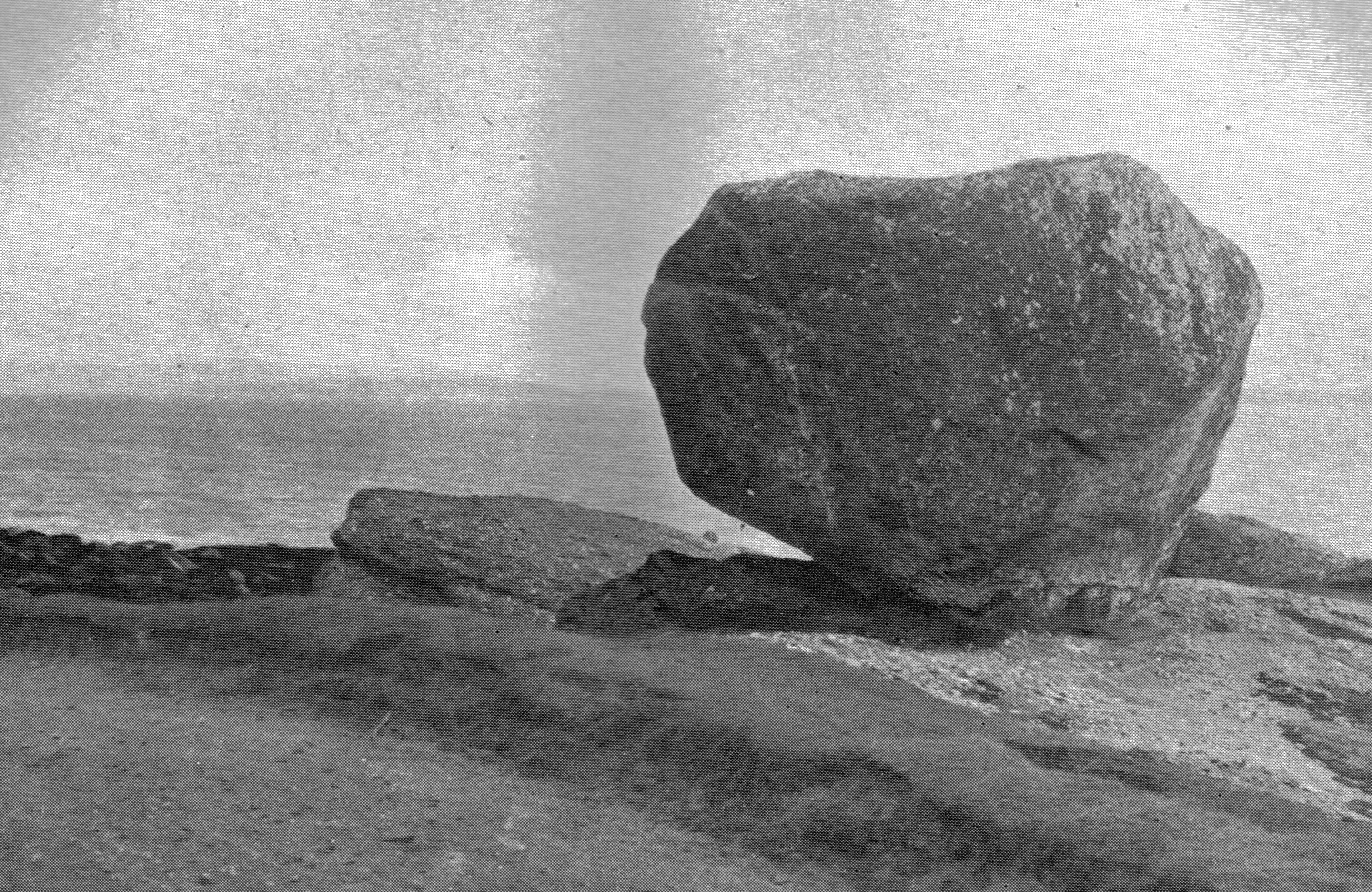
Sannox Isle of Arran
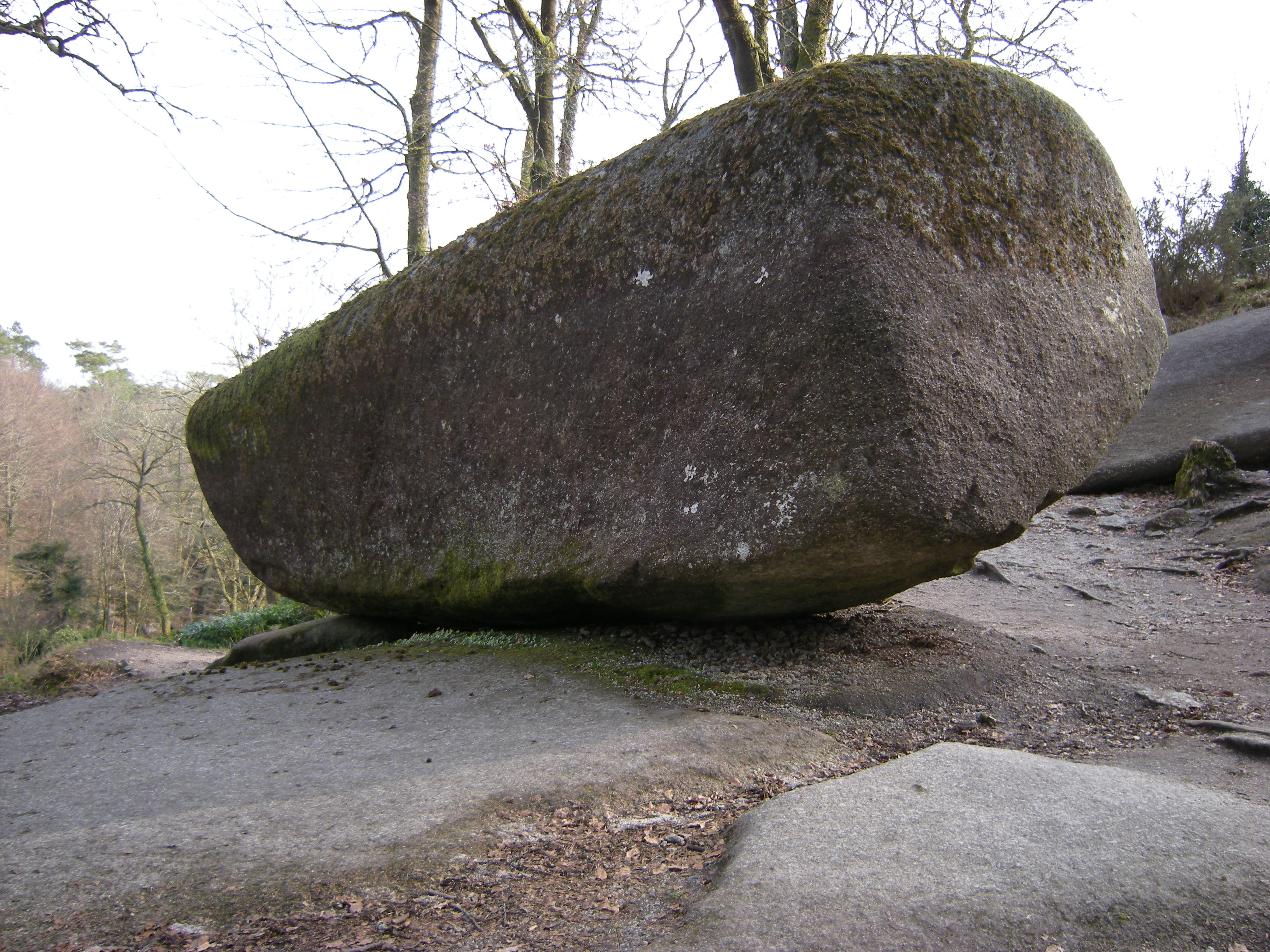
Roche tremblante von Huelgoat
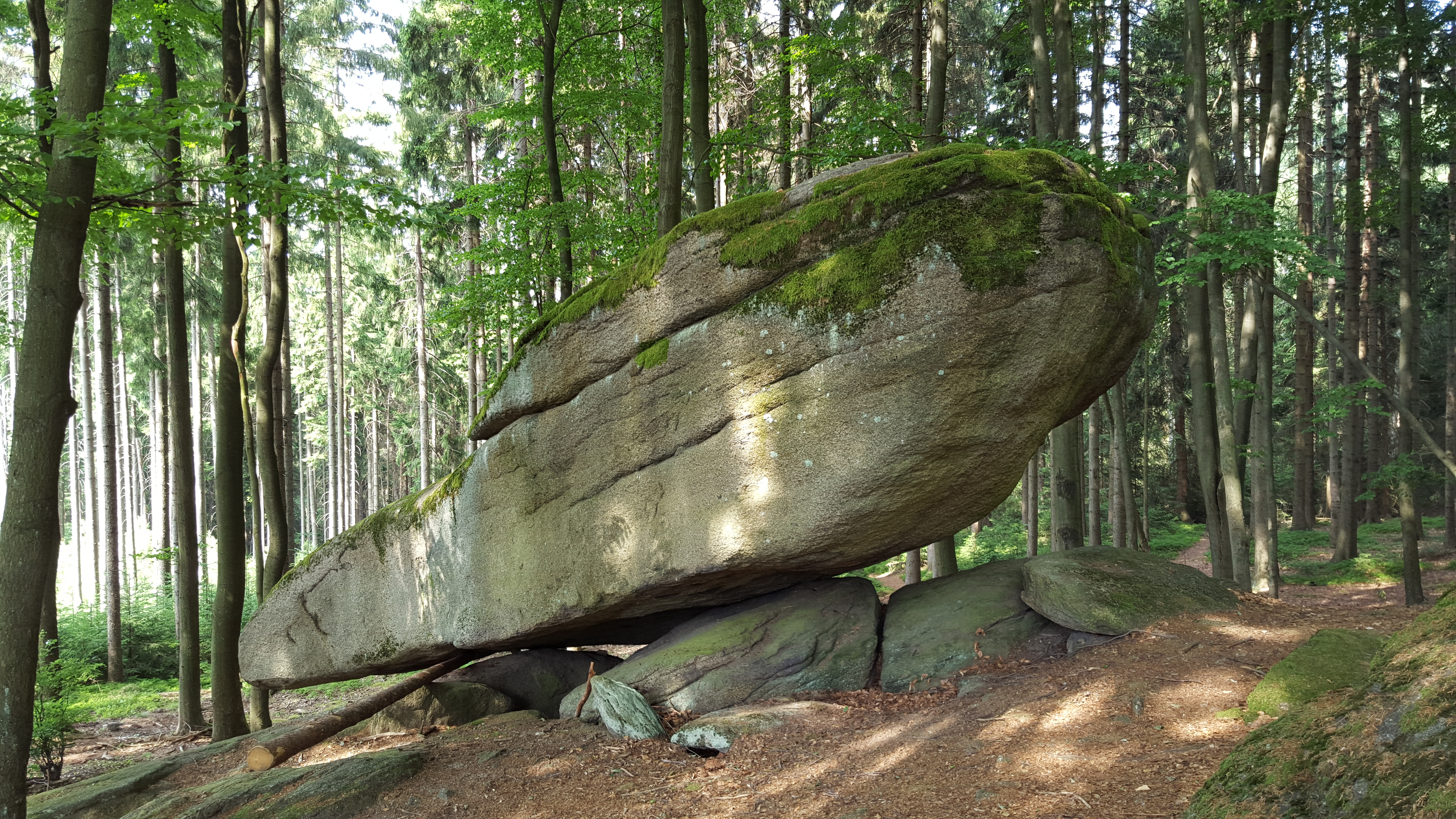
Wackelstein am Kornberg (bei Kirchenlamitz)
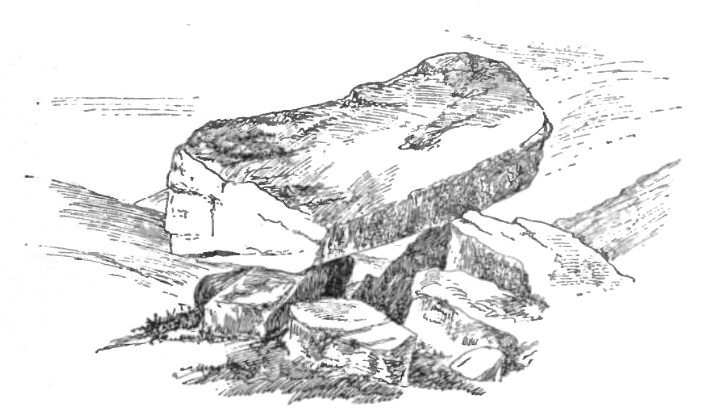
Rugglestone von Widecombe in the Moor, Dartmoor
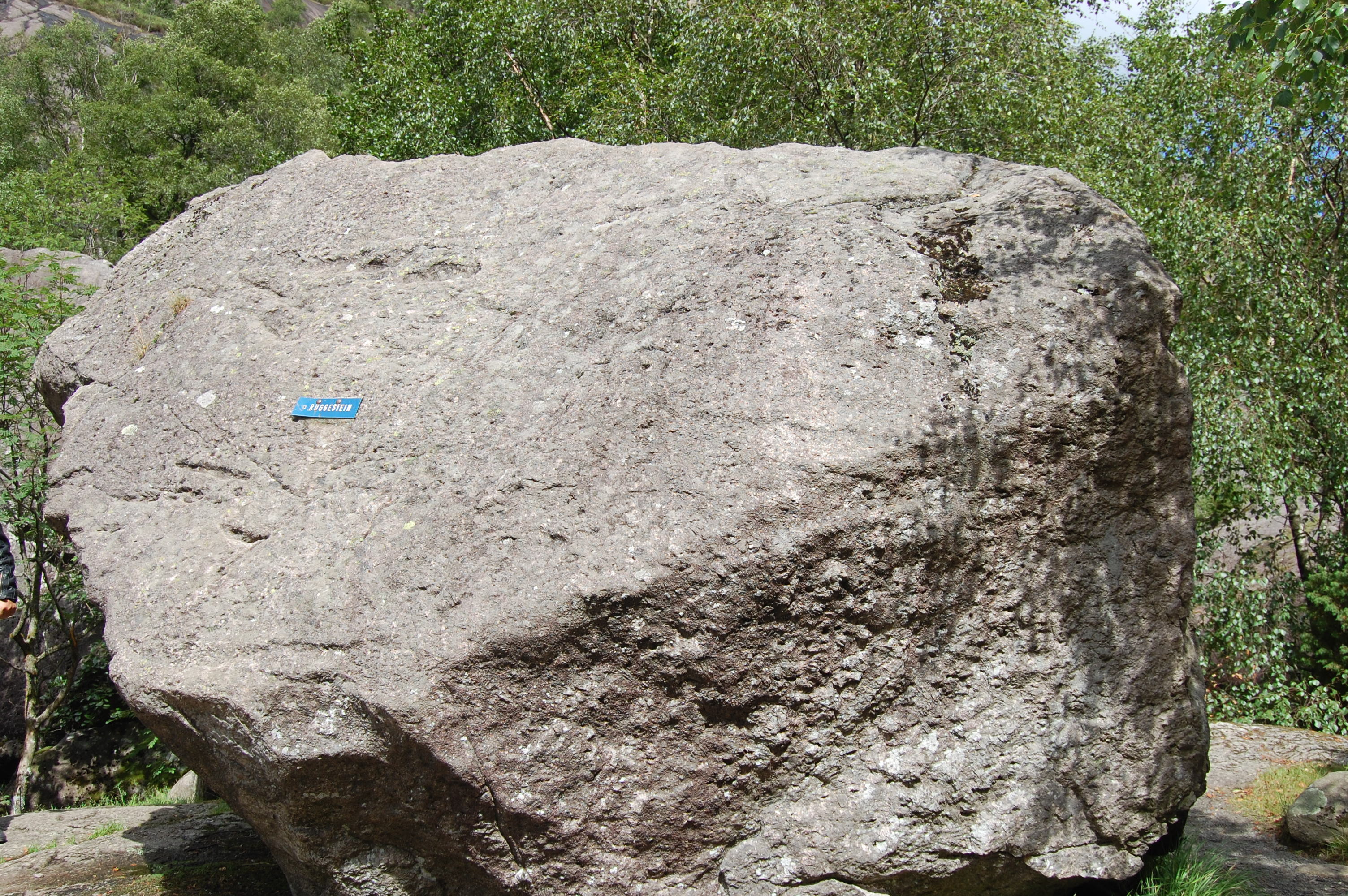
Ruggestein im Sokndal, Norwegen

### Argentinien
Bei Tandil in Argentinien lag der „Piedra movediza“ am Rande eines Abgrunds. Nach seinem Absturz 1912 wurde das Wahrzeichen der Stadt 2007 durch einen Nachbau ersetzt.

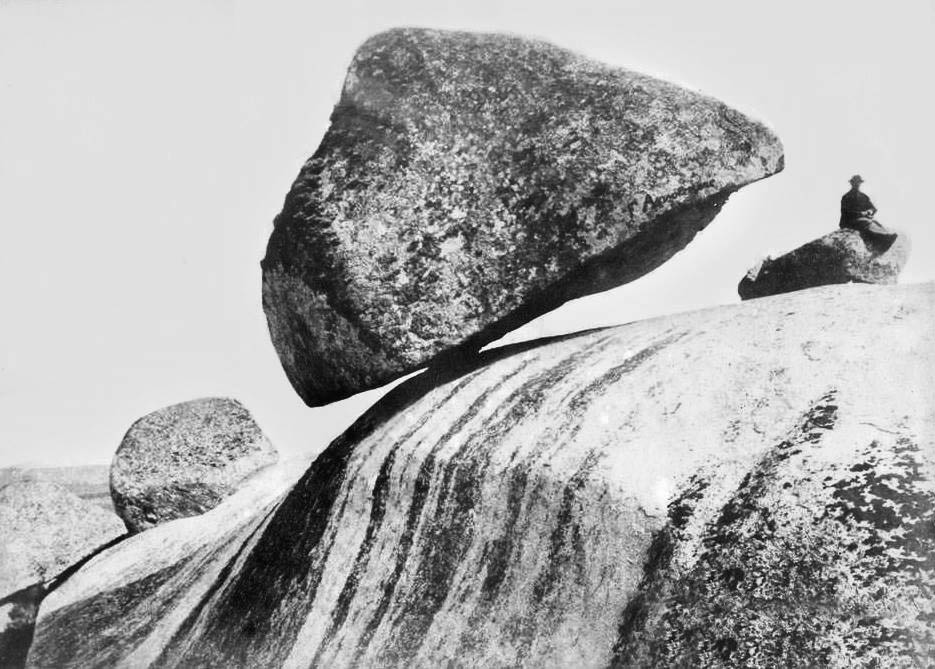
Der Piedra movediza vor seinem Absturz

### Dänemark

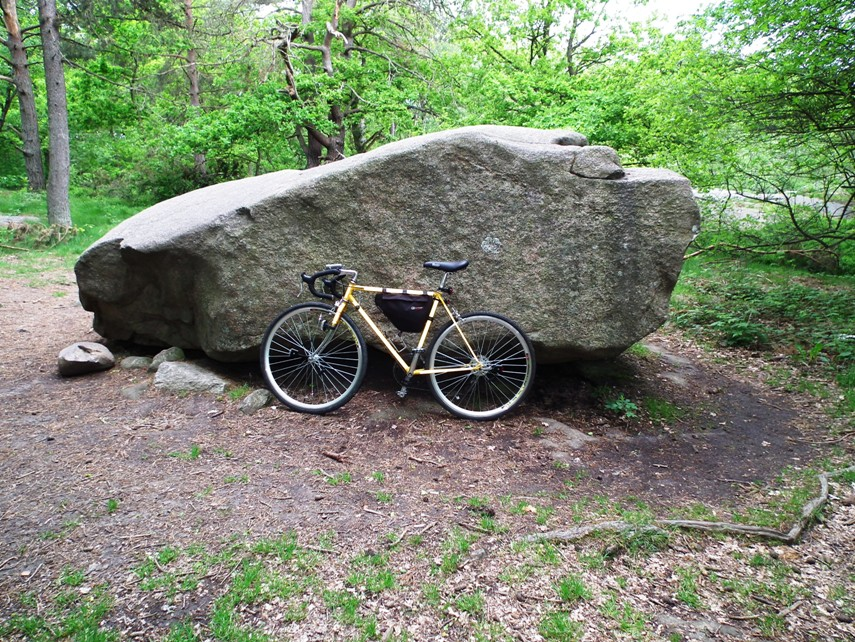
Rokkestenen von Rutsker Hojlyng

Wackelsteine (dänisch: Rokkesten) sind hier Findlinge, die die letzte Eiszeit in großer Zahl hinterließ, beispielsweise drei auf Bornholm. Die meisten Wackelsteine bewegen sich nicht mehr.
- Viele Findlinge liegen in der Rutsker Højlyng, unter anderem ein über 20 Tonnen schwerer Wackelstein, der aber letztmals in den 1960er-Jahren wackelte.
- In den Paradisbakkerne (Paradieshügeln) auf Bornholm findet man den Rokkestenen, den wohl bekanntesten Wackelstein Dänemarks, der bereits 1894 unter Naturschutz gestellt wurde, obwohl er mit seinen 25 Tonnen bereits 25 Jahre vorher seine Aktivitäten einstellte. Im Jahr 2000 wurde er erfolgreich wieder erweckt und kräftige Besucher bringen ihn seitdem wieder zum Wackeln.
- Rokkestenen heißt eine Megalithanlage bei Hillerød, auf Seeland, deren Deckstein wackelt.
- Auch im Djævedalen (dem Teufelstal), bei Almindingen auf Bornholm gab es viele, aber keiner davon hat in den letzten 50 Jahren gewackelt. Dagegen hat man bei Vettesmose in den 1990er-Jahren einen aktiven Findling entdeckt.

### Deutschland
In Deutschland überregional bekannt ist der Wackelstein der Externsteine, der allerdings im frühen 19. Jahrhundert befestigt wurde. Bei Loh im Bayerischen Wald gibt es einen 50 Tonnen schweren Wackelstein. Ein wahrer Koloss ist der Wackelstein am Kornberg im Fichtelgebirge. Weitere Wackelsteine befinden sich bei Calw im Nordschwarzwald, Voitmannsdorf (Fränkische Schweiz) und am Töpfer im Zittauer Gebirge.

### Finnland

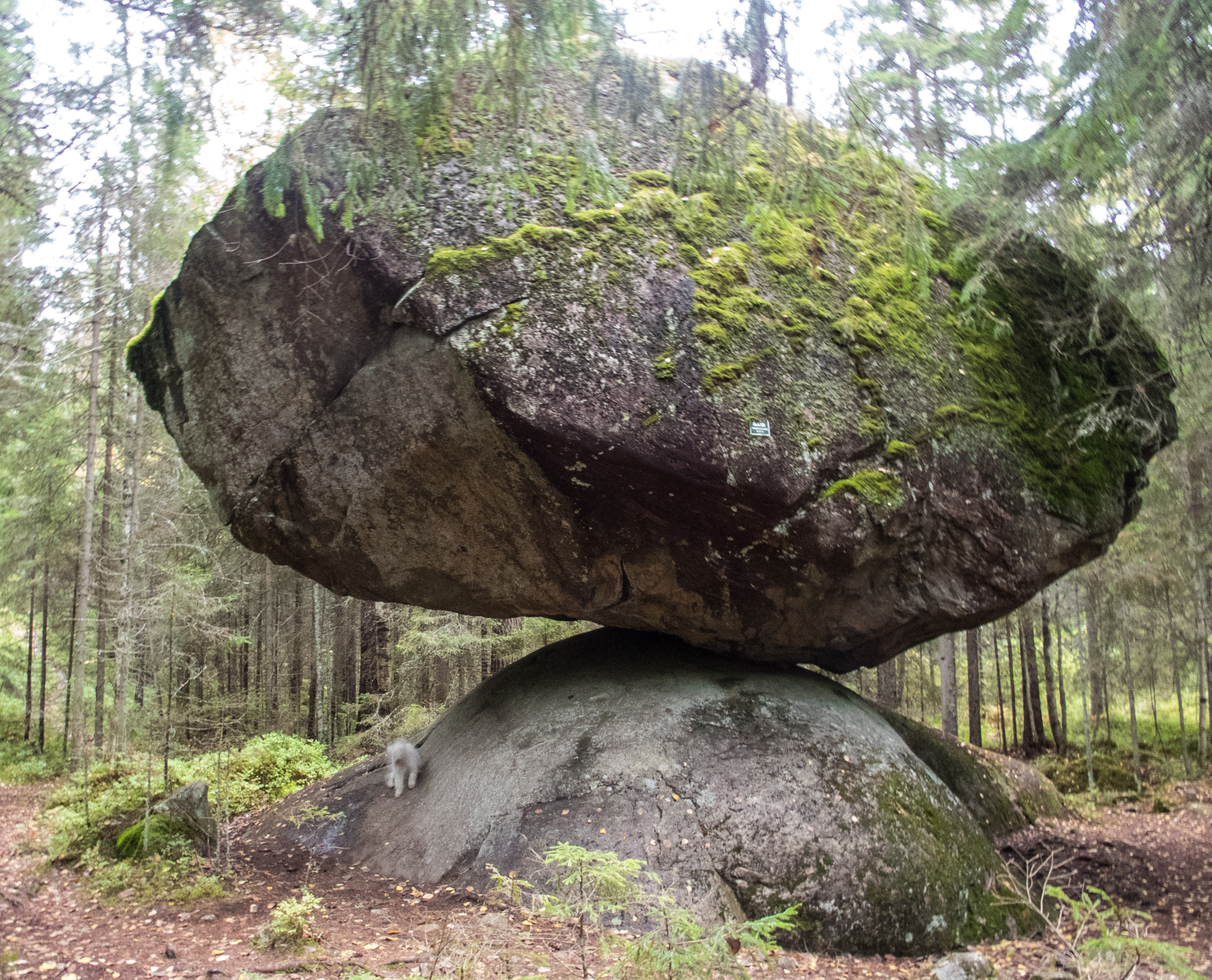

Der Kummakivi ist ein großer balancierender Felsen in Ruokolahti bei Puumala in Süd-Karelien im Osten von Finnland. Der Stein ist kein echter Wackelstein. Der etwa sieben Meter lange und fünf Meter hohe Felsblock liegt mit einer sehr kleinen Grundfläche auf einem konvexen Untergrund. Forscher gehen davon aus, dass der Felsen vor 11.000 bis 12.000 Jahren durch Gletscher an seine jetzige Stelle transportiert wurde. Die genaue Herkunft des Felsens lässt sich nicht bestimmen. Das Gewicht des Steins wird auf 500 Tonnen geschätzt. Der Kummakivi ist seit 1962 als Naturdenkmal geschützt und darf daher nicht beklettert werden.

### Frankreich
- Nördlich des bretonischen Ortes Huelgoat[2] liegt der größte, der 137 Tonnen schwere Wackelstein La Roche Tremblante (deutsch „Der Zitterfelsen“).
- Die Wackelsteine von Boscartus im Norden des Département Haute-Vienne und Combronde im Département Puy-de-Dôme sind zwei von über 30 Wackelsteinen in Frankreich.

#### Korsika
Auf Korsika sind Felsburgen, Glockenberge, Opferkessel und Tafonis verbreitete Merkmale der Landschaft. Der „Omu di Cagna“ (Mensch von Cagna) ist ein typischer Wackelstein.

### Großbritannien

Rocking stones
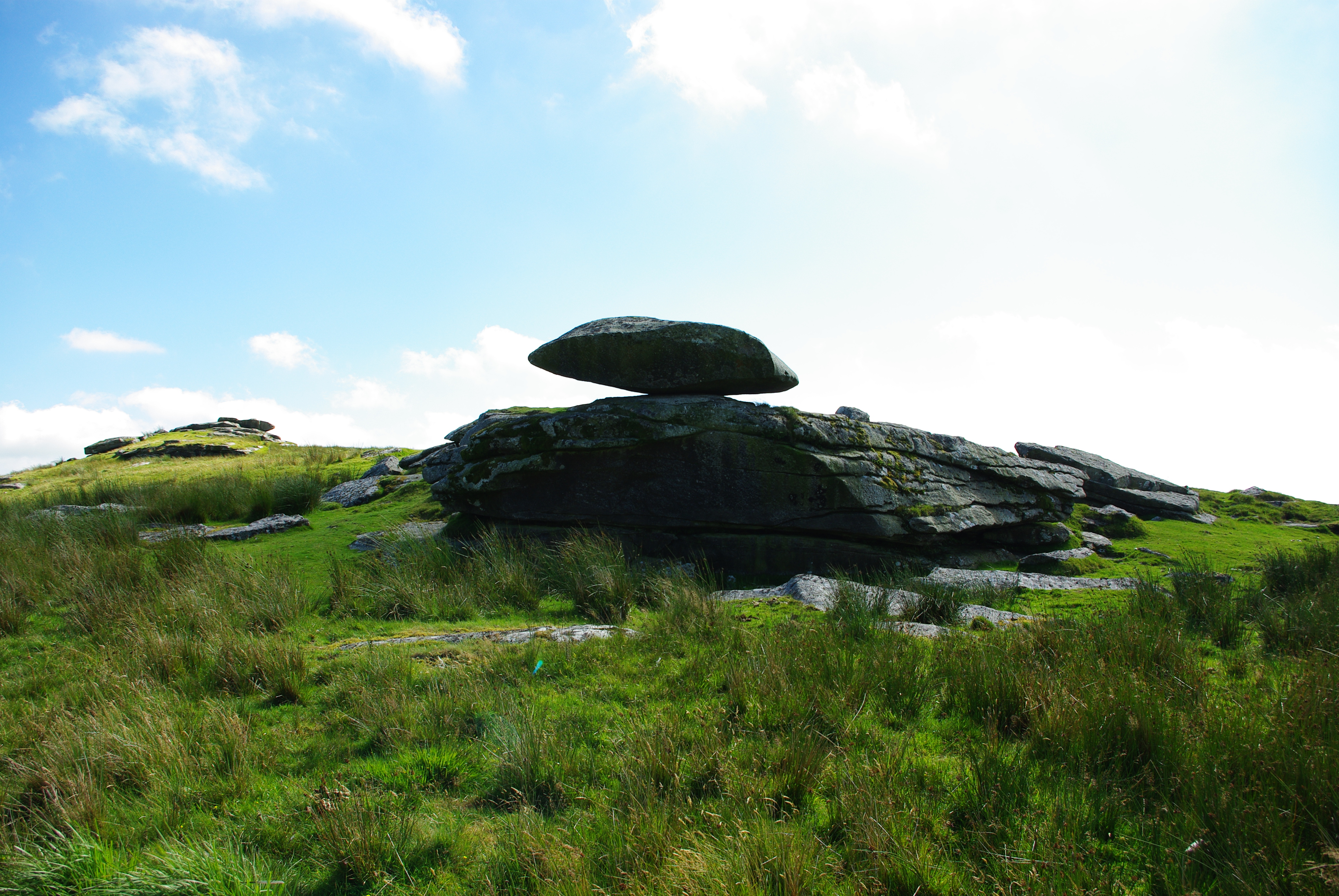
Louden hill
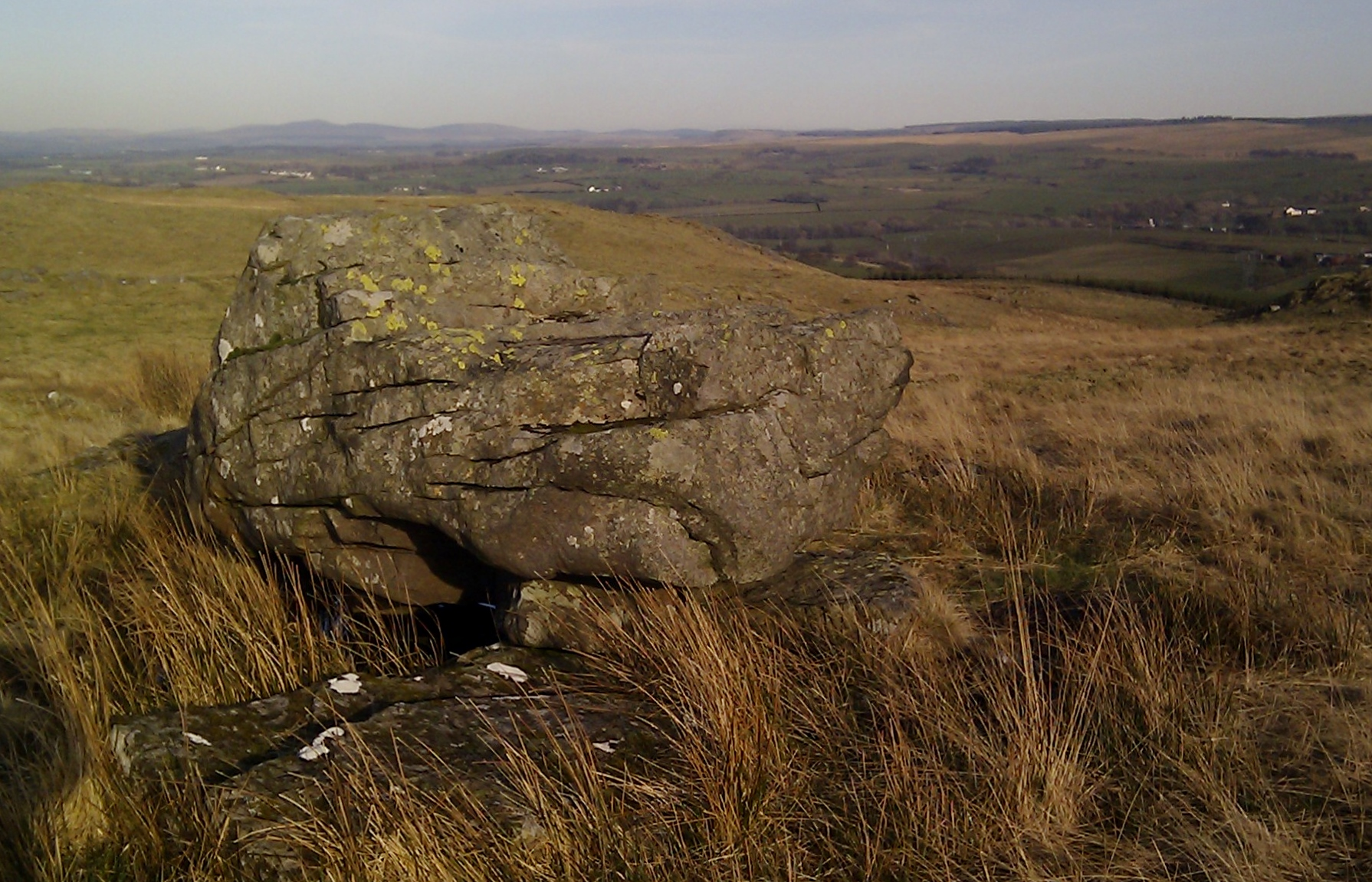
Witch’s Stone East Ayrshire
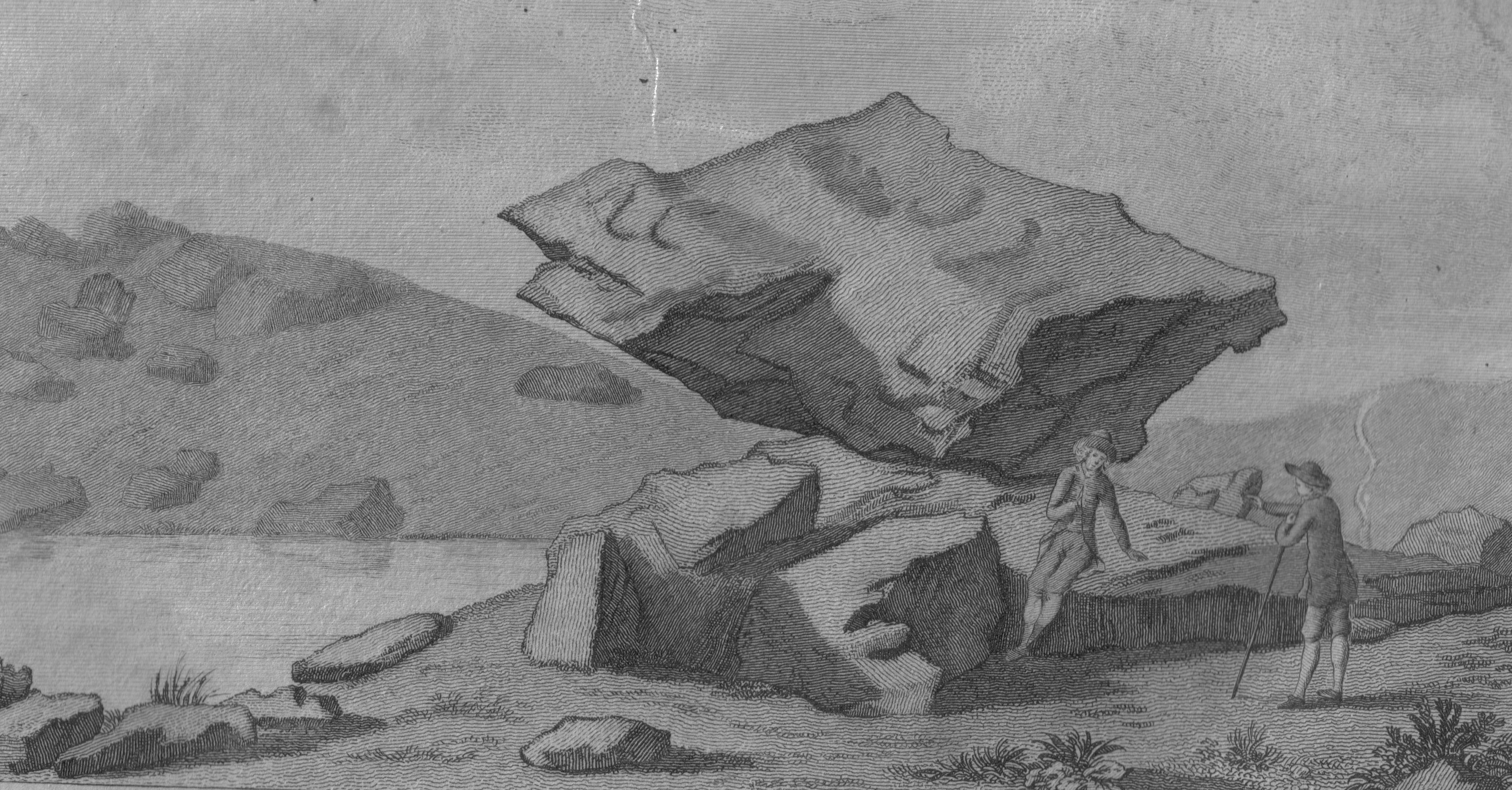
Rhinns of Kells Lugar stone
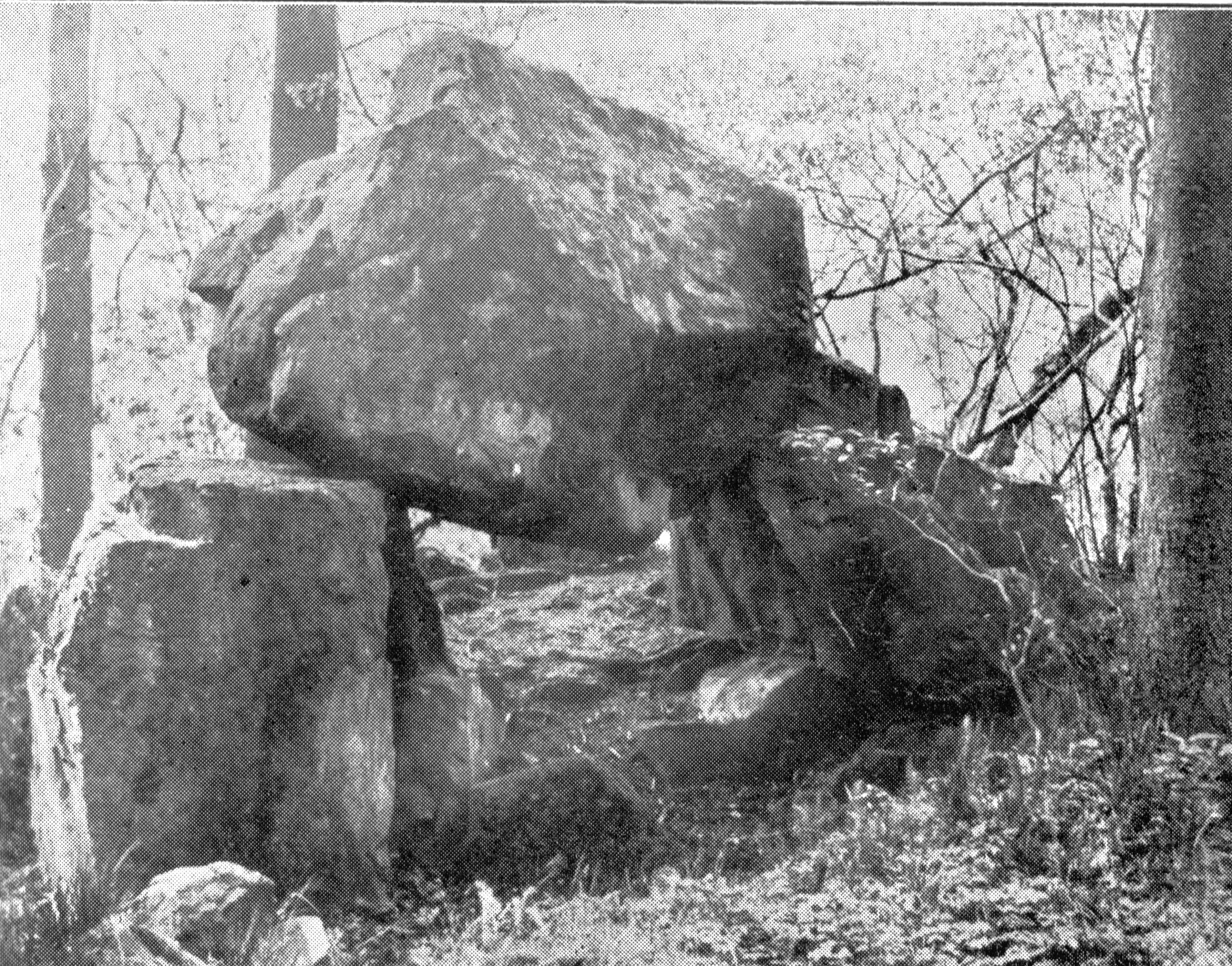
Lugar rocking stone

### Italien
Aus der Naturalis historia des römischen Gelehrten und Schriftstellers Plinius ist der Sasso al Menicante auf dem Monte Cimino als Wackelstein bekannt. Er befindet sich heute in unmittelbarer Nähe des Gipfelparkplatzes, wackelt aber nicht mehr.

### Norwegen
Der 1923 unter Schutz gestellte Ruggestein beim Weiler Linepollen im Sokndal im Fylke Rogaland in Norwegen hat einem Gewicht von 74 Tonnen und ist der größte Wackelstein Skandinaviens.

### Österreich
- Der Wackelstein im Schremser Wald ist rund 105 Tonnen schwer und befindet sich im Waldviertel nahe Amaliendorf.
- Mehrere Wackelsteine liegen im Naturpark Blockheide im Waldviertel bei Gmünd.
- Der Schwammerling ist das Wahrzeichen der Gemeinde Rechberg und des Naturparks Mühlviertel.
- Im Pierbichlwald bei Groß Gerungs im Waldviertel befand sich ein 24 Tonnen schwerer Wackelstein. Dieser ist am 2. Oktober 2011 abgestürzt und zerbrochen.[4]

### Polen
Einen sehr schönen Wackelstein findet man im Riesengebirge bei Schreiberhau/Szklarska Poręba. Er ist rund 5 m × 3 m breit sowie 1,5 m dick und kann an der Peripherie um rund zehn Zentimeter nach oben und unten gekippt werden.

### Schweiz
In der Schweiz gibt es den Druidenstein über dem Vierwaldstättersee bei Morschach.
In Graubünden, etwa 100 Meter oberhalb des Dorfes Verdabbio, befindet sich ein Wackelstein.

### Schweden
- Der Wackelstein im Wald von Almindingen, Bornholm
- Der Gungesten in Trävattna ist ein Wackelstein (schwed. Gungesten) in Västergötland.
- Wackelstein in den Paradieshügeln (Paradisbakkerne), Bornholm
- Der Wackelsteine in der Rutsker Hochheide, Bornholm

### Tschechische Republik
- Im tschechischen Isergebirge befindet sich auf dem Mitteliserkamm zwischen Groß-Iser und Klein-Iser/Jizerka oberhalb vom Misthaus ein Wackelstein (Lage).
- Wackelstein südwestlich von Jesenice (Jechnitz) im Okres Rakovník (Lage).

### 67P/Tschurjumow-Gerasimenko
Mittels der Sonde Rosetta wurde auf dem Kometen „Tschury“ ein Gesteinsbrocken mit 30 m Größe entdeckt, der auf so kleiner Fläche und am Rand einer Vertiefung balanciert, dass angenommen wird, dass er von Hand – bei lokal sehr geringer Schwerebeschleunigung – zum Wackeln zu bringen wäre.